# Liste der Kulturdenkmale in Roseburg
In der Liste der Kulturdenkmale in Roseburg sind alle Kulturdenkmale der schleswig-holsteinischen Gemeinde Roseburg (Kreis Herzogtum Lauenburg) und ihrer Ortsteile aufgelistet (Stand: 10. März 2025).

## Legende
In den Spalten befinden sich folgende Informationen:
- Objekt-ID: die Nummer des Kulturdenkmales
- Lage: die Adresse des Kulturdenkmales und die geographischen Koordinaten. Kartenansicht, um Koordinaten zu setzen. In der Kartenansicht sind Kulturdenkmale ohne Koordinaten mit einem roten Marker dargestellt und können in der Karte gesetzt werden. Kulturdenkmale ohne Bild sind mit einem blauen Marker gekennzeichnet, Kulturdenkmale mit Bild mit einem grünen Marker.
- Offizielle Bezeichnung: Bezeichnung des Kulturdenkmales
- Beschreibung: die Beschreibung des Kulturdenkmales
- Bild: ein Bild des Kulturdenkmales

## Bauliche Anlagen
| Objekt-ID      | Lage                                            | Offizielle Bezeichnung                        | Beschreibung | Bild            |
| -------------- | ----------------------------------------------- | --------------------------------------------- | --- | --------------- |
| 724 Wikidata   | Gut Wotersen (53° 32′ 30″ N, 10° 36′ 8″ O)      | Herrenhaus                                    | Alteintragung (Aktualisierung vorgesehen) - Begründung: Alteintragung (Aktualisierung vorgesehen) - Schutzumfang: Alteintragung (Aktualisierung vorgesehen) - Denkmaltyp: Bauliche Anlage | Fotos hochladen |
| 725 Wikidata   | Gut Wotersen (53° 32′ 33″ N, 10° 36′ 4″ O)      | Wirtschaftshaus (Haus 2)                      | Alteintragung (Aktualisierung vorgesehen) - Begründung: Alteintragung (Aktualisierung vorgesehen) - Schutzumfang: Alteintragung (Aktualisierung vorgesehen) - Denkmaltyp: Bauliche Anlage | BW              |
| 731 Wikidata   | Gut Wotersen (53° 32′ 34″ N, 10° 36′ 7″ O)      | Verwalterhaus (Haus 10)                       | Alteintragung (Aktualisierung vorgesehen) - Begründung: Alteintragung (Aktualisierung vorgesehen) - Schutzumfang: Alteintragung (Aktualisierung vorgesehen) - Denkmaltyp: Bauliche Anlage | BW              |
| 728 Wikidata   | Gut Wotersen (53° 32′ 32″ N, 10° 36′ 0″ O)      | Haferscheune (Haus I)                         | Alteintragung (Aktualisierung vorgesehen) - Begründung: Alteintragung (Aktualisierung vorgesehen) - Schutzumfang: Alteintragung (Aktualisierung vorgesehen) - Denkmaltyp: Bauliche Anlage | Fotos hochladen |
| 727 Wikidata   | Gut Wotersen (53° 32′ 31″ N, 10° 36′ 3″ O)      | Reithalle (Haus 5) mit Anbauten               | Alteintragung (Aktualisierung vorgesehen) - Begründung: Alteintragung (Aktualisierung vorgesehen) - Schutzumfang: Alteintragung (Aktualisierung vorgesehen) - Denkmaltyp: Bauliche Anlage | Fotos hochladen |
| 726 Wikidata   | Gut Wotersen (53° 32′ 35″ N, 10° 36′ 0″ O)      | Speicher (Haus IV) „Brauerei“                 | Alteintragung (Aktualisierung vorgesehen) - Begründung: Alteintragung (Aktualisierung vorgesehen) - Schutzumfang: Alteintragung (Aktualisierung vorgesehen) - Denkmaltyp: Bauliche Anlage | BW              |
| 729 Wikidata   | Gut Wotersen (53° 32′ 33″ N, 10° 35′ 57″ O)     | Wohnhaus (Haus 3) — ehem. Back- und Waschhaus | Alteintragung (Aktualisierung vorgesehen) - Begründung: Alteintragung (Aktualisierung vorgesehen) - Schutzumfang: Alteintragung (Aktualisierung vorgesehen) - Denkmaltyp: Bauliche Anlage | Fotos hochladen |
| 730 Wikidata   | Gut Wotersen (53° 32′ 28″ N, 10° 36′ 2″ O)      | Wohnhaus (Haus 6)                             | Alteintragung (Aktualisierung vorgesehen) - Begründung: Alteintragung (Aktualisierung vorgesehen) - Schutzumfang: Alteintragung (Aktualisierung vorgesehen) - Denkmaltyp: Bauliche Anlage | BW              |
| 3671 Wikidata  | Mühlenweg 22 (53° 31′ 38″ N, 10° 37′ 48″ O)     | Wassermühle                                   | Alteintragung (Aktualisierung vorgesehen) - Begründung: Alteintragung (Aktualisierung vorgesehen) - Schutzumfang: Alteintragung (Aktualisierung vorgesehen) - Denkmaltyp: Bauliche Anlage | Fotos hochladen |
| 27332 Wikidata | Mühlenweg 22 (53° 31′ 38″ N, 10° 37′ 50″ O)     | Wasserführung mit Mühlenwehr                  | Alteintragung (Aktualisierung vorgesehen) - Begründung: Alteintragung (Aktualisierung vorgesehen) - Schutzumfang: Alteintragung (Aktualisierung vorgesehen) - Denkmaltyp: Bauliche Anlage | Fotos hochladen |
| 37384          | Wotersener Weg 1 (53° 31′ 49″ N, 10° 37′ 23″ O) | Fachhallenkate                                | Fachhallenkate; 1787 (i); Zweiständerbau mit Satteldach und Dreiviertelwalmen, hofseitige Front mit Dielentor und Eichenfachwerk mit „Wilder-Mann“-Motiven, Natursteinsockel, Seitenwände zu Teilen in Backstein erneuert - Begründung: geschichtlich, Kulturlandschaft prägend - Schutzumfang: gesamtes Objekt - Denkmaltyp: Bauliche Anlage | BW              |

## Gründenkmale
| Objekt-ID      | Lage                                        | Offizielle Bezeichnung          | Beschreibung | Bild |
| -------------- | ------------------------------------------- | ------------------------------- | --- | ---- |
| 732 Wikidata   | Gut Wotersen (53° 32′ 27″ N, 10° 36′ 9″ O)  | Gutspark                        | Alteintragung (Aktualisierung vorgesehen) - Begründung: geschichtlich, künstlerisch - Schutzumfang: Gutspark, Tränke/Schwemme, nördliche Gartenallee (Kastanien), südliche Gartenallee (Roteichen), neugotisches Gartentor, Grotte, Teich, Eiskeller, Gewächshaus (Weinhaus) - Denkmaltyp: Gründenkmal | BW   |
| 31449 Wikidata | Gut Wotersen (53° 32′ 26″ N, 10° 36′ 15″ O) | Familienbegräbnis v. Bernstorff | Alteintragung (Aktualisierung vorgesehen) - Begründung: geschichtlich, Kulturlandschaft prägend - Schutzumfang: gesamtes Objekt - Denkmaltyp: Gründenkmal | BW   |

## Quelle
- Liste der Kulturdenkmale in Schleswig-Holstein – Herzogtum Lauenburg (PDF)

- Karte mit allen Koordinaten:
- OSM |
- WikiMap